# Sticholotis ruficeps
Sticholotis ruficeps är en skalbaggsart som beskrevs av Julius Weise 1902. Sticholotis ruficeps ingår i släktet Sticholotis och familjen nyckelpigor. Inga underarter finns listade i Catalogue of Life.